# Wolfenstein 3D
Pour un article plus général, voir Wolfenstein (série de jeux vidéo).
Wolfenstein 3D est un jeu vidéo de tir à la première personne développé par id Software et publié par Apogee Software le 5 mai 1992 sur MS-DOS. Il s'inspire des jeux Castle Wolfenstein et Beyond Castle Wolfenstein développés par Muse Software, respectivement en 1981 en 1984. Le joueur y incarne l'espion B. J. Blazkowicz qui tente de s'échapper d'un château nazi, dans lequel il est emprisonné, pendant la Seconde Guerre mondiale. Pour cela, il doit explorer plusieurs niveaux, combattre des ennemis et trouver un ascenseur afin d'accéder au niveau suivant. Au dernier niveau le joueur devra combattre un boss et enfin accéder à la sortie et terminer le jeu.
Wolfenstein 3D est le deuxième jeu majeur publié par id Software après la série des Commander Keen. Son développement débute en 1991 alors que John Carmack tente de créer un moteur 3D performant qu'il expérimente dans Hovertank 3D et Catacomb 3D. Lors d'une réunion de conception, le studio décide de donner une orientation plus violente à son prochain titre et le programmeur John Romero suggère alors de réaliser un remake de Castle Wolfenstein en utilisant le moteur 3D développé par John Carmack. Le jeu est conçu par John Romero et Tom Hall qui bénéficie pour cela de l'aide d'Adrian Carmack pour les artworks et de Bobby Prince pour les effets sonores et la musique. Le jeu est publié en shareware par Apogee Software en 1992 en deux séries de trois épisodes. Un épisode supplémentaire, Spear of Destiny, est ensuite publié par FormGen la même année.
À sa sortie, Wolfenstein 3D est un succès critique et commercial qui obtient de nombreuses récompenses et qui dépasse les 200 000 exemplaires vendues fin 1992. Il est également connu comme l'ancêtre du célèbre jeu Doom, et peut donc revendiquer le titre de premier « Doom-like game », puisqu'il a contribué à populariser ce genre et à en définir les principes de base, qui seront plus tard copiés dans de nombreux titres. Il a également démontré la viabilité de la distribution en shareware.

## Trame
Wolfenstein 3D se déroule pendant la Seconde Guerre mondiale. Le joueur y incarne l'espion américain B. J. Blazkowicz dans son combat contre les nazis.

### Première trilogie
Dans la version originale du jeu, divisée en trois épisodes, le héros tente d'abord de s'évader du château Wolfenstein après avoir été capturé lors d'une mission visant à récupérer les plans d'une opération secrète. B. J. Blazkowicz, placé dans une cellule sous la surveillance d'un garde, parvient, après avoir subi des tortures, à maîtriser le garde et à lui soutirer un couteau et un pistolet. Après avoir traversé neuf (ou dix) niveau, pour s'évader Blazkowicz va devoir affronter un boss : Hans Grösse. Ce personnage, qui garde la prison, est également visible dans le jeu vidéo Wolfenstein de 2009.
Après s'être évadé et avoir récupérer les plans de l'opération secrète nazi Eisenfaust qui à pour but de créer une armée de mutants, B. J. Blazkowicz ce bat pour y mettre fin. Le principal acteur de toute cette opération est le Docteur Schabbs.
B. J. Blazkowicz s'infiltre ensuite dans le Palais du Reichstag et son bunker où il affronte Adolf Hitler, dans une combinaison robotique équipée de quatre mitrailleuses Gatling.
Ces trois épisodes se nomment respectivement  Escape from Wolfenstein, Operation: Eisenfaust et Die, Fuhrer, Die! (en français : Échapper à Wolfenstein, Opération : Poing de fer et Meurs, Führer, meurs !).

### Seconde trilogie
La seconde trilogie, baptisé The Nocturnal Missions, constitue une préquelle de la première dans laquelle B.J. Blazkowicz tente de déjouer les plans des nazis qui fabriquent des armes chimiques.
Le premier épisode retrace une poursuite dans le complexe de recherche en armement du scientifique responsable du développement de ces armes chimique : Otto Giftmacher.
Le héros se rend ensuite dans le château Erlangen, afin de voler les plans de ces armes, gardé par Gretel Grösse, qui est la soeur de Hans, visible dans l'épisode Escape from Wolfenstein.
Blazkowicz ce rend ensuite dans le château d'Offenbach où il affronte le général Fettgesicht, qui responsable de cette opération.
Ces trois épisodes se nomment respectivement  Dark Secret, Trail of the Madman et Confrontation (en français : Sombre secret, La piste du fou et Affrontement).

### Personnages
- Hans Grösse[8]
- Docteur Schabbs[9]
- Adolf Hitler[10]
- Otto Giftmacher[11]
- Gretel Grösse[12]
- Général Fettgesicht[13]

## Système de jeu
Wolfenstein 3D est un jeu de tir à la première personne dans lequel le joueur évolue dans des environnements en trois dimensions qu'il observe en vue à la première personne. Bien que les environnements soient représentés en perspective 3D, les ennemis et les objets le sont par des sprites en deux dimensions, ce qui lui vaut d'être parfois décrit comme un jeu en 2,5D. Le jeu est divisé en niveaux. Chaque niveau est composé d'un seul plan et est divisé en zones par des murs et des portes, construites suivant un quadrillage et ayant tous la même hauteur. Les niveaux représentent des bunkers et d'autres bâtiments nazis dont l'agencement ne s'inspire pas de lieux ayant existé. Pour terminer un niveau, le joueur doit traverser ses différentes zones afin d'atteindre un ascenseur. En traversant les différents niveaux du jeu, le joueur doit affronter des soldats nazis, des chiens et d'autres ennemis tout en s'assurant de rester en vie. Pour les combattre, il est au départ armé d'un couteau et d'un pistolet mais il peut trouver de nouvelles armes, plus puissantes, et des munitions disséminées dans les niveaux ou sur les cadavres de ses ennemis. Les niveaux sont regroupés par épisode, un épisode contenant généralement dix niveaux. Le dernier niveau d'un épisode se focalise généralement sur le combat contre un boss.

Exemple d'environnements en trois dimensions sur lequel Wolfenstein 3D est basé.

La vie du joueur est représentée par un pourcentage au départ fixé à cent et qui diminue lorsqu'il subit des dégâts. Lorsque ce pourcentage atteint zéro, le joueur perd une vie et il doit recommencer le niveau à son point de départ avec seulement un couteau, un pistolet et huit balles. Le joueur commence chaque épisode avec trois vies et peut en gagner de nouvelles en découvrant un bonus spécifique ou en accumulant suffisamment de points. Ces points se gagnent en tuant des ennemis ou en récupérant des trésors disséminés dans les niveaux. Des points supplémentaires peuvent être gagnés en tuant tous les ennemis, en ramassant tous les trésors ou en trouvant tous les secrets d'un niveau, mais aussi en terminant le niveau en un certain temps. Le temps mis par le joueur pour terminer le niveau, ainsi que le pourcentage de complétude de celui-ci est affiché lorsqu'un niveau est terminé. Les niveaux peuvent contenir des passages secrets cachés derrière des murs amovibles que le joueur peut actionner. Ces passages contiennent généralement des trésors, de la vie ou des munitions. La version originale du jeu permet au joueur de sauvegarder sa progression à tout moment mais dans la plupart de ses portages, il n'est possible de sauvegarder qu'entre les niveaux.

## Développement

### Genèse du projet
Entre octobre et décembre 1990, une équipe du studio Softdisk développe le jeu vidéo en trois parties Commander Keen - Episode One: Marooned on Mars, premier opus de la série Commander Keen. Le groupe, qui se désigne lui-même sous le nom de Ideas from the Deep, est à l'époque composé des programmeurs John Romero et John Carmack, du concepteur Tom Hall, de l'artiste Adrian Carmack et de Jay Wilbur, leur manager. Ensemble, ils travaillent dans les bureaux de Softdisk à Shreveport en Louisiane où ils développent des jeux pour le magazine Gamer's Edge. Après la publication du jeu en décembre par l'éditeur de shareware Apogee Software, l'équipe prévoit de quitter Softdisk pour fonder leur propre studio. Après plusieurs semaines de négociations avec leur patron, Al Vekovius (le fondateur de Softdisk), accepte finalement de continuer à produire une série de jeux pour Gamer's Edge après leur départ, au rythme de un tous les deux mois.
Ideas from the Deep, rebaptisé id Software, utilise certains de ces jeux comme prototype afin de tester les idées qu'ils imaginent pour leurs propres jeux. Adrian Carmack les utilise par exemple pour mettre en avant un style artistique sombre, qui à sa préférence, alors que John Carmack commence à faire des expérimentations dans le domaine des graphismes en 3D qui sont, jusque-là, presque uniquement utilisés dans des simulateurs de vols comme Wing Commander (1990). Pour John Carmack, la puissance limitée des ordinateurs de l'époque rend en effet difficile la création d'un jeu d'action en 3D et rapide à cause du trop grand nombre de surfaces à afficher, et donc à calculer. En 1991, il cherche donc à limiter le nombre de surface à afficher en créant des niveaux constitués uniquement de mur conçus sur une grille plate plutôt qu'avec des formes et des angles divers. Il choisit également une approche inhabituelle en créant les graphismes grâce à la technique du raycasting, qui permet de ne calculer que les surfaces visibles par le joueur plutôt que toutes celles qui entourent celui-ci. Après six semaines de développement, John Carmack abouti à un moteur 3D rudimentaire qui utilise des sprites en 2D pour représenter les ennemis. Id Software utilise alors ce moteur pour créer pour le compte de Softdisk le jeu Hovertank 3D , dans lequel le joueur dirige un tank et doit détruire des monstres, qui est publié en avril 1991,. À l'automne, après le déménagement de l'équipe – sans Jay Wilbur – à Madison dans le Wisconsin et alors qu'il termine le moteur de Commander Keen - Episode Five: The Armageddon Machine, John Carmack entend parler de Ultima Underworld, un jeu vidéo de rôle alors développé par Blue Sky Productions. Ses créateurs annoncent que son moteur de jeu permettra d'afficher des graphismes en 3D et avec des textures, sans les restrictions utilisés par John Carmack pour Hovertank 3D,,. Celui-ci décide donc que, comme celui d'Ultima Underworld, son moteur 3D peut bénéficier d'un mapping de textures sans pour autant en sacrifier les performances. En six semaines, il améliore son moteur 3D que le studio utilise pour créer un nouveau jeu pour Softdisk, Catacomb 3-D, qui est publié en novembre 1991,. Après avoir découvert ce dernier, Scott Miller de la société Apogee commence à pousser l'équipe pour qu'elle développe un jeu d'action en 3D en shareware.

### Début du projet
En novembre 1991, le second épisode de la trilogie Commander Keen est quasiment terminé, les obligations contractuelles du studio avec Softdisk arrivent à échéances et id Software commence donc à réfléchir à leur prochain jeu. Le concepteur Tom Hall, qui souhaite au départ réaliser un troisième épisode de Commander Keen, reconnait que l'attention de John Carmack n'est plus sur les jeux de plates-formes en 2D, mais sur les jeux d'action en 3D, et propose donc de créer un jeu de science-fiction. De son côté, John Romero suggère de réaliser un remake en 3D de Castle Wolfenstein, publié en 1981. L'équipe est intéressée par cette dernière proposition. John Romero, Tom Hall et John Carmack ont en effet de bons souvenirs du jeu original et pensent que son gameplay de jeu de tir dans un labyrinthe est particulièrement adapté au moteur 3D créé par John Carmack. De son côté, Adrian Carmack est intéressé par l'idée de s'éloigner du style artistique enfantin de la série des Commander Keen pour aller vers quelque chose de plus violent. Encouragé par l'intérêt soulevé par son idée, John Romero développe sa proposition d'un jeu d'action rapide dans lequel le joueur peut tirer sur des soldats avant de trainer et de fouiller leurs dépouilles. Pour lui, le cœur du gameplay doit en effet être simple et rapide car, compte tenu de la nouveauté que constitue l'arrivée de la 3D et l'interface associée, un jeu trop compliqué et lent ne serait pas bien reçu par les joueurs. Il pense que le jeu occuperait ainsi une place à part dans l'industrie du jeu sur ordinateur, jusque-là dominée par des jeux de simulations et de stratégie plus lents. Adrian et John Carmack sont particulièrement enthousiasmés par son idée. De son côté, Tom Hall la juge seulement « suffisamment amusante » mais pense qu'en tant que concepteur du studio, il pourra imposer ses idées dans un prochain titre.
L'équipe pense initialement qu'elle ne pourra pas utiliser le titre de Wolfenstein à cause d'un problème de copyright et imagine alors plusieurs titres avant de découvrir que le studio de développement du jeu original, Muse Software, a fermé ses portes plusieurs années auparavant et a laissé expirer ses droits sur la marque. Ils peuvent donc baptiser leur jeu Wolfenstein 3D. Le jeu est immédiatement approuvé par Scott Miller, qui considère alors id Software comme ses développeurs vedettes, et il accepte de payer une avance de 100 000 $ pour le projet. Mark Rein, devenu président par intérim d'id Software quelques mois auparavant, parvient également à vendre le projet d'une sortie au détail de Wolfenstein à FormGen, qui a publié le jeu Commander Keen - Episode Six: Aliens Ate My Babysitter en décembre 1991, malgré les doutes de l'éditeur sur le contenu violent du jeu. Le studio se retrouve donc dans une position unique qui lui permet de vendre son jeu simultanément en shareware et sur le circuit traditionnel.

### Conception
Le gameplay et les graphismes du jeu sont conçus par John Romero et Tom Hall. Pour John Romero, l'objectif du jeu doit être de « faucher du nazi » avec l'excitation qu'implique de prendre d'assaut un bunker défendu par des soldats SS, des chiens, voire Hitler lui-même, avec des armes simples et efficace et dans un déluge de sang « jamais vu auparavant dans un jeu ». Tom Hall se charge de la conception des niveaux et ajoute également des objets collectables, sous la forme de trésors et de nourriture pouvant être ramassés pour récupérer des points de vie. De son côté, John Carmack ajoute de nouvelles fonctionnalités au moteur de jeu de Catacomb 3-D, incluant la possibilité d'ajouter des portes et des objets décoratifs, mais se focalise principalement sur l'optimisation du moteur 3D afin de le faire tourner plus vite et avec une meilleure résolution,. John Romero se charge ensuite de créer un jeu à partir du moteur. Il met ainsi de côté certains éléments de son idée initiale, comme la possibilité de fouiller les dépouilles des ennemis, car il juge que cela ralentirait inutilement l'action. L'équipe s'assure que la présentation du jeu permet d'obtenir l'ambiance voulue. Ils ajoutent ainsi des animations particulièrement violentes, créées par Adrian Carmack, pour les ennemis se faisant tirer dessus ainsi que des effets sonores et de la musique créés par le compositeur de Commander Keen, Bobby Prince.
Alors que le développement progresse, id Software engage Kevin Cloud, leur ancien interlocuteur chez Softdisk, en tant qu'artiste assistant. Ils déménagent également le studio à Mesquite au Texas, non loin du siège d'Apogee. Scott Miller est heureux de voir son studio vedette se rapprocher et accepte non seulement d'augmenter leurs royalties jusqu'à 50 %, mais aussi de faire développer par Apogee le jeu suivant qu'ils doivent livrer à Softdisk afin qu'ils puissent se concentrer sur Wolfenstein. Le jeu doit initialement être publié en trois parties (avec dix niveaux par épisode), la première étant gratuite, comme le fait habituellement Apogee pour les sharewares. Lorsqu'il découvre que l'équipe peut créer un niveau en une seule journée, grâce à une version modifiée de l'éditeur de carte en 2D de Commander Keen, Scott Miller les persuade de développer six épisodes,. À la même époque, l'équipe connaît de profonds remaniements : id Sofware renvoie son président par intérim, Mark Rein, au profit de Jay Wilbur ; Bobby Prince les rejoint dans leurs bureaux temporairement pour enregistrer les effets sonores ; et Adrian Carmack quitte les bureaux pour s'éloigner du bruit.
Alors que le jeu est quasiment terminé, FormGen contacte id Software pour leur faire part de son inquiétude concernant le contenu violent et choquant du jeu. En réponse, le studio rend le jeu encore plus violent. Adrian Carmack ajoute ainsi des squelettes, des corps et des détails sanglants sur les murs. Tom Hall et John Romero ajoutent des cris et des hurlements en allemands ainsi qu'une « caméra morbide » montrant un replay de la mort du boss final d'un épisode. De son côté, John Carmack continue de travailler sur le moteur de jeu. À la demande de Tom Hall, il ajoute notamment des murs pouvant bouger grâce à des déclencheurs, afin de cacher des passages secrets. Enfin, Tom Hall inclut des codes de triche dans le jeu et écrit son scénario. Le 5 mai 1992, le premier épisode du jeu est terminé et est mis en ligne par Apogee et id Software sur des bulletin board systems. Les épisodes suivants sont complétés quelques semaines plus tard. Au total, le développement du jeu a duré six mois et coûté 25 000 $.

## Versions et promotion
Le premier épisode de Wolfenstein 3D est publié en Freeware en fin d'année 1991 via les magazines Joystick et Generation 4. La version shareware  par Apogee Software sort le 5 mai 1992. Le même jour, la totalité de la trilogie originale est également mise en vente, sous le titre Wolfenstein 3D, bien que les deux épisodes supplémentaires de celle-ci ne deviennent disponibles que quelques semaines plus tard. La seconde trilogie est publiée peu de temps après, sous la forme d'une extension intitulée The Nocturnal Missions. Il est alors possible d'acheter les deux trilogies séparément ou regroupées dans un seul jeu. En 1993, Apogee Software publie ensuite Wolfenstein 3D Super Upgrades qui inclut 815 niveaux réalisés par des fans, ainsi qu'un générateur de niveaux aléatoires. Une version du jeu est également publiée par FormGen sur le circuit de distribution traditionnel, le 18 septembre 1992. Baptisée Spear of Destiny, celle-ci propose deux fois plus de niveaux que les épisodes publiés par Apogee. En mai 1994, FormGen publie deux extensions, Return to Danger et Ultimate Challenge, de longueur équivalente à Spear of Destiny, puis une compilation regroupant les deux extensions sous le titre Spear of Destiny Super CD Package. id Software fait ensuite publier les six épisodes initialement publiés par Apogee sur le circuit traditionnel par l'éditeur GT Software en 1993, puis une compilation regroupant les épisodes d'Apogee et de FormGen par Activision en 1998.
Deux campagnes de promotion sont initialement prévues lors la publication du jeu par Apogee, mais celles-ci sont finalement annulées. La première devait s'appuyer sur un message, inclus dans le jeu derrière un mur amovible et affirmant  « Call Apogee and say Aardwolf » (« Appelez Apogee et dites protèle »). Le premier joueur ayant trouvé le message et suivi ces instructions doit au départ gagner une récompense mais la création d'éditeurs de niveaux et de programmes de triche juste après la sortie du jeu conduit id Software et Apogee à abandonner l'idée. La deuxième devait s'appuyer sur des codes de trois lettres obtenus à la fin d'un épisode et associés au score du joueur. Ces codes devaient servir de vérification dans le cadre d'un concours du meilleur score, mais la soudaine apparition de programmes permettant de modifier le jeu juste après sa sortie conduit à l'abandon du concours avant même son annonce officielle.
Après la sortie du jeu original sur DOS, Wolfenstein 3D est porté sur de nombreuses autres plateformes dont la Super Nintendo (1994), Mac OS (1994), l'Atari Jaguar (1994), l'Acorn Archimedes (1994), la 3DO (1995), l'Apple IIGS (1998) et le PC-98 (1998) ,,,. Seules les versions Super Nintendo et Jaguar sont développées par id Software, les autres étant produite par d'autres studios. Le jeu a également été porté sur Game Boy Advance en 2002, puis sur Xbox Live Arcade, PlayStation Network et iOS, cette dernière version ayant été programmée par John Carmack et publiée en 2009,,,,. Les graphismes, effets sonores et niveaux de ces portages diffèrent parfois de ceux de la version originale. Ainsi, dans la version Super Nintendo, le sang est notamment remplacé par de la sueur et les chiens par des rats, et les références aux nazis ont toutes été retirées. Le gameplay et l'esthétique du jeu restent néanmoins inchangés. De nombreux portages n'incluent que les épisodes publiés par Apogee mais la version iOS inclut Spear of Destiny et les versions PC, OS X et Linux publiées sur Steam en 2002 incluent tous les épisodes publiés par FormGen,. Bethesda Softworks, dont la maison mère rachète id Software en 2009, publie gratuitement une version du jeu sur navigateur afin de célébrer son 20e anniversaire en 2012.

### Spear of Destiny
L'épisode supplémentaire, publié sous le titres Spear of Destiny, constitue également une préquelle du jeu original. Le joueur y incarne toujours B. J. Blazkowicz dans sa tentative pour récupérer la Sainte Lance dont les nazis se sont emparés. Dans les deux extensions de Spear of Destiny, Return to Danger et Ultimate Challenge, le héros doit également retrouver la Sainte Lance que les nazis ont à nouveau volée afin de l'utiliser pour construire une arme nucléaire ou invoquer des démons.

## Accueil

### Ventes
id Software n'a pas d'attente particulière concernant le succès commercial de Wolfenstein 3D mais espère tout de même que le jeu rapporte 60 000 $ dans le mois qui suit sa sortie. La commercialisation du jeu dépasse leurs prévisions, les premières royalties que leur verse Apogee s'élevant à 100 000 $. D'après le magazine PC Zone, les distributeurs le considèrent comme le shareware s'étant le mieux vendu en 1992. Fin 1993, le jeu original publié par Apogee et Spear of Destiny dépassent chacun les 100 000 copies vendues. La popularité grandissante du jeu et l'absence de concurrence dans ce secteur permet d'ailleurs à la version originale de continuer de bien se vendre à la fin de l'année . Plus de 20 % de ses ventes sont enregistrés en dehors des États-Unis, malgré l'absence de campagne de promotion sur ce marché, et malgré l'interdiction du jeu en Allemagne due à la présence de symboles nazis dans le jeu,. Les ventes des épisodes publiés par Apogee dépassent de loin le record des ventes de shareware, déjà établi par id Software avec la série Commander Keen, et permet au studio de dégager beaucoup plus de profits que la version publiée dans le circuit de distribution traditionnel.

### Récompenses
En 1993, Wolfenstein 3D remporte le prix du « meilleur jeu d'action et d'arcade » lors des Shareware Industry Awards et le Codie Award équivalent décerné par la Software and Information Industry Association. Il est ainsi le premier shareware à décrocher ce prix et avec six employés, devient la plus petite entreprise à l'avoir remporté. Wolfenstein 3D a également été désigné comme un des meilleurs jeux de l'année à la Game Developers Conference de 1993. Il est également désigné comme le meilleur jeu d'action et le jeu le plus innovant de l'année par le magazine VideoGames & Computer Entertainment, comme le meilleur jeu d'action par le magazine Compute! et comme le jeu d'action de l'année par le magazine Computer Gaming World,.

### Critiques
À sa sortie, Wolfenstein 3D est très bien accueilli par la presse spécialisée. Le journaliste Chris Lombardi du magazine Computer Gaming World salue notamment ses graphismes qu'il juge « magnifiques », d'un « réalisme effrayant » et d'une « extrême violence ». Il fait également l'éloge du côté « immersif » de ses effets sonores et de ses musiques. Au sujet de la violence du jeu, il met en garde les personnes sensibles en leur conseillant de « rester à la maison ». Globalement, il considère qu'avec Ultima Underworld, Wolfenstein 3D est le premier jeu dont la technologie rend possible une véritable « immersion du joueur dans un environnement dangereux » et explique qu'il ne connait aucun autre jeu pouvant susciter chez les joueurs une réponse « d'une telle intensité ». Les deux critiques publiées par Dragon Magazine sont également extrêmement positives, chacune attribuant au jeu un score de cinq sur cinq. Hartley, Patricia et Kirk Lesser saluent en particulier ses graphismes et ses effets sonores et affirment que son rythme soutenu peut captiver les joueurs pendant plusieurs semaines s'ils ne sont pas effrayés par sa violence. En conclusion, ils le décrivent donc comme un des « meilleurs jeux d'arcade jamais créé sur PC ». De son côté, Sandy Petersen affirme qu'il n'existe aucun jeu comparable à Wolfenstein 3D et qu'il constitue une évolution « plus que spectaculaire » par rapport au jeu original de 1981. Il salue avec enthousiasme la vitesse et le gameplay du jeu, bien qu'il note que dans les plus hauts niveaux de difficulté et dans les derniers niveaux du jeu, il se révèle extrêmement difficile. Les épisodes de Spear of Destiny sont également bien reçus par Bryan Walker du magazine  Computer Gaming World qui salue l'ajout de nouveaux types d'ennemis tout en expliquant que c'est globalement le même jeu que celui distribué en shareware.
Les premiers portages du jeu sont également bien reçus par les critiques, mais leurs ventes sont jugées « désastreuses ». Pour les journalistes du magazine Electronic Gaming Monthly, la version Super Nintendo du jeu constitue une bonne adaptation malgré la censure opérée par Nintendo qu'il juge « inconséquente ». Le magazine juge la version Jaguar de la même manière et met notamment en avant ses graphismes et ses effets sonores, jugés supérieurs à ceux des autres versions du jeu. Ils regrettent en revanche la vitesse accrue du personnage principal en expliquant que celle-ci rend le jeu moins amusant. La version Jaguar est également saluée par le magazine GamePro qui la considère comme la meilleure adaptation de Wolfenstein 3D et la juge même meilleure que le jeu original du fait de graphismes et d'effets sonores supérieurs. Au sujet de la version 3DO, le magazine salue l'absence de pixelisation, les musiques entraînantes et les effets sonores de bonne qualité mais juge ses contrôles trop sensibles. L'auteur du test conclut que malgré ses trois années d'existence, le jeu  « reste impressionnant ». Le journaliste de Maximum PC considère également que la version 3DO est meilleure que l'originale (et aussi bonne que la version Jaguar), mais juge que compte tenu de la sortie de titres plus récents, comme Hexen ou la version PlayStation de Doom, ce nouveau portage est inutile. La critique de Next Generation partage ce constat en expliquant que les joueurs intéressés par les jeux de tirs à la première personne ont sans doute déjà joué à celui-ci ou sont déjà passés à un jeu plus récent. Enfin, le portage du jeu sur le PlayStation Network est accueilli chaudement par Daemon Hatfield du site IGN qui explique que celui-ci est « daté et défectueux » mais qu'il reste indispensable d'y avoir joué en tant que fan de jeu de tir à la première personne.

## Postérité
Wolfenstein 3D est généralement considéré comme le grand-père des jeux de tir en trois dimensions, et plus spécifiquement des jeux de tir à la première personne. Bien qu'il ne soit pas le premier jeu de tir à la première personne, il pose en effet les bases du genre, en combinant un jeu d'action très rapide avec les prouesses techniques généralement associées au genre. Il contribue également à le populariser auprès du grand public, au détriment des shoot 'em up qui dominent jusque-là le marché des jeux de tir,,,,. Wolfenstein 3D est également crédité pour avoir confirmé le sérieux et la rentabilité d'une stratégie de distribution centrée sur le shareware,. En 1992, le magazine VideoGames & Computer Entertainment affirme ainsi que le jeu « justifie à lui seul l'existence du shareware » et en 1993, le magazine Computer Gaming World explique qu'il a, quasiment à lui seul, démontré la viabilité du shareware comme méthode de publication, pavant ainsi la voie pour d'autres jeux de tir à la première personne distribués de la même manière,,.
Pendant le développement du jeu, id Software est approché par Sierra Entertainment, qui est à l'époque l'un des plus gros éditeurs de jeux vidéo et qui emploie plusieurs de leurs idoles, avec pour objectif de signer un accord avec le studio. Après avoir essayé Commander Keen et une version préliminaire de Wolfenstein 3D, Ken Williams (le président de Sierra) propose ainsi de racheter id Software pour 2,5 millions de dollars et d'en faire un studio de développement interne de Sierra. L'équipe d'id Software est initialement enthousiaste à cette idée, mais le sentiment qu'il existe un gouffre culturel entre les deux sociétés les fait hésiter à accepter l'accord. Afin de tester le sérieux de Ken Williams, John Romero propose alors de demander à Sierra 100 000 $ en cash, plutôt qu'un paiement uniquement en actions comme prévu dans l'accord. Le refus de Ken Williams est ensuite interprété par le studio comme une preuve qu'il ne reconnaît pas vraiment le potentiel de Wolfenstein 3D et d'id Software. Ils décident donc de refuser l'accord et de rester une société indépendante. Fin 1993, juste avant la sortie de Doom, le succès de Wolfenstein 3D fait qu'id Software est contacté plusieurs fois par mois par des sociétés d'investissement qui proposent de faire d'id Software une société cotée en bourse. Toutes leurs propositions sont cependant refusées.
Après la sortie de Wolfenstein 3D, id Software distribue son moteur de jeu sous licence à d'autres développeurs, comme ils l'avaient déjà fait avec celui de Commander Keen. De nombreux jeux utilisant son moteur de jeu sont ainsi publiés dans les années suivantes, dont notamment Blake Stone, Corridor 7 et Operation Body Count de Capstone Software ou Super 3D Noah's Ark,. En 1993, Apogee prévoit de produire une extension, baptisée Rise of the Triad: Wolfenstein 3D Part II et conçue par Tom Hall. Basée sur une version amélioré du moteur de Wolfenstein 3D, celle-ci est finalement publiée en tant que stand-alone sous le titre Rise of the Triad. Softdisk a également produit trois suites de Catacomb 3-D, qui utilise le prototype du moteur de Wolfenstein 3D, dans une série baptisée Catacomb Adventure. Bien que le jeu n'ait pas été conçu pour être modifié, des joueurs ont développé des éditeurs de personnage et de niveaux qui ont permis de personnaliser le contenu du jeu original,. Ces créations conduisent id Software à développer leurs jeux suivants, comme Doom et Quake, de manière à les rendre facilement modifiables par les joueurs. Le code source du jeu original est publié par id Software en 1995, ce qui permet à des fans du jeu de l'améliorer. Certaines de ces améliorations sont notamment utilisées par John Carmack lorsqu'il réalise le portage du jeu sur iOS en 2009,. La prouesse technique que représente Wolfenstein 3D a enfin conduit à la création de nombreux jeux similaires comme, entre autres, Ken's Labyrinth, Nitemare 3D, Isle of the Dead, The Terminator: Rampage, Lethal Tender et The Fortress of Dr. Radiaki.
id Software commence le développement de Doom peu après la sortie de Wolfenstein et ne développe donc pas d'autres jeux basés sur la franchise Wolfenstein. Si le studio n'est jamais revenu sur cette série, de nombreux jeux Wolfenstein sont ensuite développés par d'autres studios, parfois en utilisant un moteur de jeu créé par id Software. C'est notamment le cas de Return to Castle Wolfenstein, publié en 2001, ou du plus récent Wolfenstein: The Old Blood, publié en 2015,.